# Jangwani (Mtwara)
Jangwani ist ein Verwaltungsbezirk (Ward) des Distrikts Mtwara (MC) in der tansanischen Region Mtwara.

## Geografie
Jangwani liegt im Südosten von Tansania, es ist ein Bezirk im Westen der Regionshauptstadt Mtwara. Der Bezirk grenzt im Westen und im Norden an Mayanga, im Osten an den Indischen Ozean, die Bezirke Kisungule und Magengeni und im Süden an Mkunwa. Bei der Volkszählung 2022 lebten 5979 Menschen in 1744 Haushalten auf einer Fläche von 37 Quadratkilometern.

## Gliederung
Der Bezirk besteht aus sieben Stadtteilen (Mtaa):
- Mahuta
- Mirumba
- Mchangani
- Mtangashari
- Lwelu
- Mabatini
- Dimbuzi

## Infrastruktur
- Bildung: Die Mikindani Secondary School ist eine staatliche weiterführende Schule, die als Tagesschule Jugendliche bis zur 4. Stufe ausbildet.[8][9] Außerdem befindet sich im Bezirk ein Zentrum der Fisheries Education and Training Agency, das eine wissenschaftliche Ausbildung in den Bereichen Fischerei, Aquakultur und Unternehmertum anbietet.[10]
- Straße: Durch den Bezirk verläuft die Nationalstraße von Mtwara nach Lindi.[11]